# 罗斯多夫 (达姆施塔特-迪堡县)
罗斯多夫（德語：Roßdorf，發音：[ˈʁɔsdɔʁf]）是德国黑森州达姆施塔特行政区达姆施塔特-迪堡县的市镇，面积20.6平方千米，人口为人。